# Regiões biogeográficas da Europa

Mapa das regiões biogeográficas da Europa

As regiões biogeográficas da Europa são regiões biogeográficas definidas pela Agência Europeia do Ambiente. Inicialmente limitadas aos estados-membro da União Europeia, foram mais tarde ampliadas para englobar todo o território europeu a ocidente dos montes Urais, incluindo a Turquia. O objetivo é proporcionar uma ferramenta de trabalho para coordenar e comunicar esforços de conservação.

## História
A primeira classificação das regiões biogeográficas mundiais foi realizada por Alfred Russel Wallace em 1876. Wallace inseriu a Europa na região paleoártica, dividindo-a entre as sub-regiões do Norte da Europa e Mediterrânica. Estas sub-regiões coincidiam aproximadamente com as regiões botânicas de Augustin Pyramus de Candolle e foram essencialmente uma tentativa de definir áreas com fortes afinidades ao nível de endemismo.
O mapa moderno das regiões biogeográficas foi inicialmente desenvolvido para ser usado pelos estados-membros da União Europeia na aplicação dos critérios da Directiva Habitats, Anexo III, Fase II. A directiva original de 1992 identificava cinco regiões biogeográficas: alpina, atlântica, continntal, macaronésica e mediterrânica. Esta classificação serviu como ferramenta de trabalho para criar uma proposta de lista de Sítios de Importância Comunitária a partir das listas definidas pelos estados-membros. A região boral foi acrescentada em 1995, quando a Áustria, Finlândia e Suécia aderiram à UE.
Em 1996, a Comissão Permanente da Convenção de Berna decidiu criar a Rede Esmeralda de zonas de especial conservação. Em 1998, a mesma comissão definiu que para os membros da UE os sítios da Rede Esmeralda seriam os sítios constantes na rede Natura 2000. Assim, foi necessário alargar o mapa das regiões biogeográficas para englobar todo o território europeu, e não apenas o da UE. Foram acrescentadas mais cinco regiões biogegográficas: a região anatólica, do Mar Negro, panónica e estépica. O mapa revisto das regiões biogeográficas da área pan-Europeia foi aprovado pela Comissão da Convenção de Berna em 2001.

## Regiões
As 11 regiões biogeogáficas e as principais ameaças à biodiversidade de cada uma são:
|  | Região        | Países | % da UE | Principais ameaças à biodiversidade |
|  | ------------- | --- | ------- | --- |
|  | Ártica        | Islândia, Noruega, Rússia | 0,0%    | - O aquecimento global pode alterar as condições para comunidades de animais e plantas - Rarefação da Camada de Ozono |
|  | Atlântica     | Alemanha, Bélgica, Dinamarca, Espanha, França, Portugal, Países Baixos, Reino Unido | 18,4%   | - Elevado grau de fragmentação dos habitats por infraestruturas urbanas e de transporte - Agricultura intensiva - Eutrofização com elevada eflorescência algal - Espécies invasoras                                               |
|  | Boreal        | Estónia, Finlândia, Letónia, Lituânia, Suécia, Bielorrússia, Rússia | 18,8%   | - Práticas de silvicultura intensiva - Exploração hidroelétrica - Acidificação da água doce |
|  | Continental   | Áustria, Bélgica, Bulgária, República Checa, Alemanha, Dinamarca, França, Itália, Luxemburgo, Polónia, Roménia, Suécia, Eslovénia, Bielorrússia, Ucrânia, Moldávia, Sérvia                                                         | 29,3%   | - Elevado grau de fragmentação dos habitats por infraestruturas urbanas e de transporte, indústrias e mineração - Poluição do ar - Agricultura intensiva - Exploração intensiva dos rios                                          |
|  | Alpina        | Áustria, Bulgária, Alemanha, Espanha, Finlândia, França, Itália, Polónia, Roménia, Suécia, Eslovénia, Eslováquia, Ucrânia, Rússia, Geórgia, Arménia (Alpes, Pirenéus, Cárpatos, Aples dináricos, Balcãs, Ródopes, Urais, Caucásia) | 8,6%    | - O aquecimento global pode alterar as condições para comunidades de animais e plantas - Infraestruturas de transporte - Turismo - Barragens                                                                                      |
|  | Panónica      | República Checa, Hungria, Roménia, Sérvia, Eslováquia, Ucrânia | 3,0%    | - Agricultura intensiva - Drenagem de zonas húmidas - Salinização e alcalinização dos solos - Eutrofização dos grandes lagos - Poluição dos rios derivada da mineração de metais pesados                                          |
|  | Estépica      | Roménia, Moldávia, Ucrânia, Rússia | 0,9%    | - Intensificação da agricultura - Desertificação - Poluição derivada da mineração e indústrias pesadas |
|  | Mar Morto     | Bulgária, Roménia, Turquia, Geórgia | 0,3%    | - Intensificação da agricultura: irrigação, salinização - Saturação do solo com água - Turismo |
|  | Mediterrânica | Chipre, Espanha, França, Grécia, Itália, Malta, Portugal, Turquia | 20,6%   | - Principal destino turístico mundial - Elevada pressão urbanística nas regiões costeiras - Intensificação da agricultura nas planícies e abandono nas regiões de montanha - Desertificação de algumas áreas - Espécies invasoras |
|  | Macaronésica  | Espanha, Portugal (Açores, Madeira, Canárias) | 0,2%    | - Espécies invasoras - Turismo - Incêndios florestais e queda de árvores - Intensificação da agricultura com estufas de grande dimensão                                                                                           |
|  | Anatólica     | Turquia | 0,0%    | - Intensificação da agricultura - Construção de barragens |

## Sources
- Annex III Criteria For Selecting Sites Eligible For Identification As Sites Of Community Importance And Designation As Special Areas Of Conservation, European Union, consultado em 29 de agosto de 2019
- Efe, Recep (17 de março de 2014), Environment and Ecology in the Mediterranean Region II, ISBN 978-1-4438-5773-4, Cambridge Scholars Publishing, consultado em 27 de agosto de 2019
- Epstein, Yaffa (2014), «The Habitats Directive and Bern Convention: Synergy and Dysfunction in Public International and EU Law», Georgetown International Environmental Law Review (GIELR), 26 (2), SSRN 2254785
- Europe's environment: the third assessment. Environmental assessment report No 10., ISBN 92-9167-574-1, Luxembourg: European Environment Agency, 2003
- Huggett, Richard J. (2004), Fundamentals of Biogeography, ISBN 978-0-415-32347-5, Psychology Press, consultado em 30 de agosto de 2019
- Roekaerts, Marc (março de 2002), The Biogeographical Regions Map of Europe: Basic principles of its creation and overview of its development, European Environment Agency, consultado em 28 de agosto de 2019
- Sundseth, Kerstin; Barova, Sylvia (2009), Natura 2000 in the Black Sea Region (PDF), ISBN 978-92-79-11585-1, European Commission Environment Directorate General, doi:10.2779/7908, consultado em 29 de agosto de 2019
- The Habitats Directive, European Commission, consultado em 29 de agosto de 2019
- The Natura 2000 Biogeographical Regions, European Commission DG Environment, consultado em 29 de agosto de 2019